# Howard M. Mitchell
Howard M. Mitchell (11 de diciembre de 1883 – 9 de octubre de 1958) fue un actor y director cinematográfico de nacionalidad estadounidense, activo principalmente en la época del cine mudo.
Nacido en Pittsburgh, Pensilvania, actuó en más de 300 producciones entre 1910 y 1952, dirigiendo 38 filmes mudos desde 1915 hasta 1927.
Howard M. Mitchell falleció en 1958 en Hollywood, California.

## Selección de su filmografía

### Actor
- 1910 : Ferdie's Vacation
- 1910 : Making a Man of Him
- 1910 : The Irish Boy
- 1910 : The Road to Happiness
- 1912 : A Child's Devotion
- 1912 : A Matter of Business
- 1912 : An Antique Ring
- 1912 : John Arthur's Trust
- 1912 : The Convalescent
- 1912 : The Country School Teacher
- 1912 : The Stolen Ring
- 1913 : A Jealous Husband, de Arthur Johnson
- 1913 : Annie Rowley's Fortune, de Arthur Johnson
- 1913 : The Burden Bearer, de Arthur Johnson
- 1913 : The District Attorney's Conscience, de Arthur Johnson
- 1913 : The Gift of the Storm
- 1913 : The Insurance Agent, de Arthur Johnson
- 1913 : The Parasite
- 1913 : The Pawned Bracelet, de Arthur Johnson
- 1913 : The Price of Jealousy, de Wilbert Melville
- 1913 : The School Principal, de Arthur Johnson
- 1913 : The Sea Eternal, de Arthur Johnson
- 1914 : Lord Algy
- 1914 : The Beloved Adventurer, de Joseph Smiley
- 1915 : Ambition
- 1915 : Comrade Kitty
- 1915 : Country Blood, de Arthur Johnson
- 1915 : Her Martyrdom
- 1915 : On the Road to Reno
- 1915 : Poet and Peasant
- 1915 : Socially Ambitious, de Arthur Johnson
- 1915 : The Belated Honeymoon
- 1915 : The Great Ruby, de Barry O'Neil
- 1915 : The Last Rose, de Arthur Johnson
- 1915 : The Life Line`, de Arthur Johnson
- 1915 : Who Violates the Law, de Herman A. Blackman
- 1915 : Winning Winsome Winnie, de John Ince
- 1916 : Fear
- 1916 : When She Played Broadway
- 1917 : A Model Marauder
- 1927 : A Bowery Cinderella, de Burton L. King
- 1939 : Irish Luck, de Howard Bretherton
- 1947 : Killer at Large, de William Beaudine
- 1950 : The Invisible Monster, de Fred C. Brannon
- 1951 : Belle Le Grand, de Allan Dwan
- 1951 : The Fat Man, de William Castle

### Director
- 1916 : Betrayed!
- 1916 : Outwitted
- 1916 : The Traffic Cop
- 1916 : The Window of Dreams
- 1918 : Petticoats and Politics
- 1919 : A Girl in Bohemia
- 1919 : Snares of Paris
- 1919 : The Law That Divides
- 1919 : The Splendid Sin
- 1920 : Beware of the Bride
- 1920 : Black Shadows
- 1920 : Faith
- 1920 : Flame of Youth
- 1920 : Husband Hunter
- 1920 : Love's Harvest
- 1920 : Molly and I
- 1920 : The Little Wanderer
- 1920 : The Tattlers
- 1921 : Cinderella of the Hills
- 1921 : Ever Since Eve
- 1921 : Lovetime
- 1921 : Queenie
- 1921 : The Lamplighter
- 1921 : The Mother Heart
- 1921 : Wing Toy
- 1922 : The Crusader
- 1922 : The Great Night
- 1922 : Winning With Wits
- 1923 : Forgive and Forget
- 1923 : His Last Race
- 1923 : Man's Size
- 1924 : Romance Ranch
- 1924 : The Lone Chance
- 1926 : The Jazz Girl
- 1926 : The Road to Broadway
- 1927 : Breed of Courage
- 1927 : Hidden Aces